# Soininsaari (ö i Egentliga Tavastland)
Soininsaari är en ö i Finland. Den ligger i sjön Alajärvi och i kommunen Tavastehus i den ekonomiska regionen  Tavastehus ekonomiska region  och landskapet Egentliga Tavastland, i den södra delen av landet, 90 km norr om huvudstaden Helsingfors. Öns area är 15,9 hektar och dess största längd är 0,6 kilometer i nord-sydlig riktning.